# Милано (Тексас)
Милано (енгл. Milano) град је у америчкој савезној држави Тексас. По попису становништва из 2010. у њему је живело 428 становника.

## Демографија
Према попису становништва из 2010. у граду је живело 428 становника, што је 28 (7,0%) становника више него 2000. године.
| Група             | 2000.       | 2010.       |
| Белци             | 302 (75,5%) | 316 (73,8%) |
| Афроамериканци    | 47 (11,8%)  | 33 (7,7%)   |
| Азијати           | 3 (0,8%)    | 0 (0,0%)    |
| Хиспаноамериканци | 46 (11,5%)  | 77 (18,0%)  |
| Укупно            | 400         | 428         |